# Phepsalostoma
Phepsalostoma é um gênero de traça pertencente à família Cosmopterigidae.